# Blanca Barrón
Blanca Luz Barrón Serrano (Città del Messico, 14 luglio 1934) è un'ex nuotatrice messicana.
Specializzata nello stile libero, ha partecipato ai Giochi di Melbourne 1956 e di Roma 1960.
Ai Giochi panamericani del 1959, ha vinto 2 bronzi, rispettivamente, nella Staffetta 4x100m sl e nella Staffetta 4x100m mista.